# Jacob van Lennep
Jacob van Lennep (ur. 1802 w Amsterdamie, zm. 25 sierpnia 1868 w Oosterbeek) – holenderski pisarz.

## Życiorys
Po ukończeniu studiów prawniczych w 1829 został adwokatem. Podczas studiów poznał w Lejdzie konserwatywnego poetę Willema Bilderdijka, który wywarł na niego silny wpływ, jednak później Lennep zdystansował się do poglądów Bilderdijka. Również w Lejdzie zaprzyjaźnił się z innym znanym zwolennikiem Bilderdijka - Isaäkiem da Costa. W 1819 poznał Henriettę Sophię Wilhelminę Röell, którą w 1824 poślubił. W 1832 wstąpił do masonerii. W 1832 wraz z Dirkiem van Hogendorpem odbył podróż po Holandii, by lepiej poznać swój kraj. W stylu romantyzmu pisał powieści historyczne, poetyckie legendy i klasycystyczne dramaty. Duży wpływ na jego twórczość miał Walter Scott, zwłaszcza Ivanhoe. W 1836 wydał powieść De roos van Dekama, której fabuła ma miejsce w średniowieczu. W 1840 opublikował swoją najbardziej znaną powieść, De lotgevallen van Ferdinand Huyck, opowiadającą o XVIII wieku. Był także tłumaczem. W latach 1853–1856 był członkiem Tweede Kamer z ramienia stronnictwa konserwatystów, zajmował się m.in. gospodarką wodną, w tym budową wodociągu z Haarlemu do Amsterdamu. Był też częstym gościem na dworze króla Wilhelma III.
Był członkiem Królewskiej Holenderskiej Akademii Sztuk i Nauk.